# Nazionale maschile di baseball dell'Italia
La Nazionale maschile di baseball italiana rappresenta l'Italia in campo internazionale negli incontri e nelle competizioni organizzata dalla International Baseball Federation.
Partecipa al campionato europeo, torneo che ha vinto 10 volte, al campionato mondiale di baseball, in cui il suo miglior risultato è il quarto posto nel 1974 e nel 1998, e al World Baseball Classic.
L'attuale manager è Mike Piazza, che ha sostituito Gilberto Gerali, dopo la mancata qualificazione ai Giochi Olimpici di  Tokyo 2020. Precedentemente la Nazionale era guidata da Marco Mazzieri il quale ha guidato la nazionale nel World Baseball Classic 2009, 2013 e 2017, nel mondiale del 2009 giocato in parte in Italia, all'Europeo 2010 (vinto dopo 13 anni) e a quello del 2012 e all'Coppa Intercontinentale dello stesso anno a Taiwan, dove è arrivato uno storico bronzo battendo per 4-3 proprio i padroni di casa.
La selezione azzurra ha partecipato nel 2015 al primo WBSC Premier 12, torneo che coinvolge le migliori 12 nazionali di baseball secondo il ranking WSBC, perdendo tutte le partite.

## Piazzamenti

### Giochi olimpici
- 1992 : 7°
- 1996 : 6°
- 2000 : 6°
- 2004 : 8°
- 2008: non qualificata
- 2020: non qualificata

### World Baseball Classic
- 2006: eliminata alla fase a gironi
- 2009: eliminata alla fase a gironi
- 2013: eliminata alla seconda fase
- 2017: eliminata alla fase a gironi
- 2023: eliminata ai quarti di finale

### WBSC Premier 12
- 2015: Eliminata alla fase a gironi (12ª Posizione)
- 2019: Non qualificata
- 2024: Non qualificata

### Campionati mondiali
- 1970: 10°
- 1971: 8°
- 1972: 15°
- 1973: N/Q
- 1974: 4°
- 1976: N/Q
- 1978: 6°

- 1980: 6°
- 1982: 10°
- 1984: 11°
- 1986: 6°
- 1988: 9°
- 1990: 10°
- 1994: 7°

- 1998: 4°
- 2001: 11°
- 2003: 14°
- 2005: N/Q
- 2007: 10°
- 2009: 11°
- 2011: 11°

### Campionati Europei
- 1954:  1°
- 1955 : 4°
- 1956:  3°
- 1957:  3°
- 1958:  2°
- 1960:  2°
- 1962:  2°
- 1964:  2°
- 1965:  2°
- 1967: non qualificata

- 1969:  2°
- 1971:  2°
- 1973:  2°
- 1975:  1°
- 1977:  1°
- 1979:  1°
- 1981:  2°
- 1983:  1°
- 1985:  2°
- 1987:  2°

- 1989:  1°
- 1991:  1°
- 1993:  2°
- 1995:  2°
- 1997:  1°
- 1999:  2°
- 2001:  3°
- 2003 : 5°
- 2005:  2°
- 2007 : 7°

- 2010:  1°
- 2012:  1°
- 2014:  2°
- 2016:  3°
- 2019:  2°
- 2021:  3°
- 2023: 9°

### Coppa intercontinentale
- 1973: 6°
- 1975: 7°
- 1977: N/Q
- 1979: N/Q
- 1981: N/Q
- 1983: 4°

- 1985: N/Q
- 1987: 9°
- 1989: 8°
- 1991: 7°
- 1993: 8°
- 1995: 10°

- 1997: 6°
- 1999: 6°
- 2002: 7°
- 2006: 6°
- 2010:   3°

## Giocatori con più presenze
Al termine della stagione 2018, sono 14 i giocatori che hanno raggiunto almeno 100 presenze in nazionale in carriera:
1. Ruggero Bagialemani - 195
2. Mario Chiarini - 170
3. Roberto Bianchi - 150
4. Guglielmo Trinci - 143
5. Davide Dallospedale - 140
6. Giorgio Castelli - 124
7. Alberto D'Auria - 120
8. Paolo Ceccaroli - 119
9. Giuseppe Carelli - 116
10. Roberto De Franceschi - 109
11. Giuseppe Mazzanti - 105
12. Marco Ubani - 105
13. Gian Mario Costa - 104
14. Claudio Liverziani - 103

## Numeri ritirati
- 24   Giorgio Castelli
- 7  Silvano Ambrosioni

## Formazioni

### Europei
Nazionale di baseball dell'Italia - Europei 2007
Nazionale di baseball dell'Italia - Europei 2010
Nazionale di baseball dell'Italia - Europei 2012
Nazionale di baseball dell'Italia - Europei 2014
Nazionale di baseball dell'Italia - Europei 2016
Nazionale di baseball dell'Italia - Europei 2019
Nazionale di baseball dell'italia - Europei 2021
Nazionale di baseball dell'italia - Europei 2023

### Mondiali
Nazionale di baseball dell'Italia - Mondiali 2007
Nazionale di baseball dell'Italia - Mondiali 2009
Nazionale di baseball dell'Italia - Mondiali 2011

### WBC
Italia - WBC 2006
Italia - WBC 2009
Italia - WBC 2013
Italia - WBC 2017
Italia - WBC 2023